# Dimitar Iwanow
Dimitar Iwanow Popow, bekannt als Dimitar Iwanow, bulgarisch Димитър Иванов (* 13. Oktober 1894 in Makozewo (Макоцево) bei Sofia; † 25. Oktober 1975) war ein bulgarischer Chemiker (Organische Chemie).
Iwanow studierte an der Universität Sofia mit dem Abschluss 1920 und setzte sein Studium in Nancy fort. 1926 war er wieder an der Universität Sofia, an der er 1929 Professor wurde. Nach ihm ist die von ihm 1931 entwickelte Iwanow-Reaktion benannt.